# DSA-415
La DSA-415 es una carretera perteneciente a la Red Secundaria de la Diputación Provincial de Salamanca que une la carretera  N-620  con la localidad de Zafrón.
Además, también pasa por las localidades de Tabera de Abajo, Gejo de Diego Gómez y Doñinos de Ledesma.

## Origen y Destino
La carretera  DSA-415  tiene su origen en Robliza de Cojos en la intersección con las carreteras  N-620  y  SA-211 , y termina en la intersección con la carretera  CL-517  en Zafrón formando parte de la Red de carreteras de Salamanca.